# Уэйн (телесериал)
«Уэйн» (англ. Wayne) — американский телесериал с элементами боевика и комедии. Основной сюжет разворачивается вокруг подростка, который отправляется в путь на мотоцикле вместе с девушкой, в которую он влюблён, чтобы вернуть автомобиль, украденный у его покойного отца. Премьера сериала состоялась 16 января 2019 года на YouTube Premium. Создатель сериала — Шон Симмонс. Главные роли исполняют Марк Маккенна, Сиэра Браво и Джошуа Уильямс. 16 августа 2019 года сериал был отменен после одного сезона.
Действие сериала происходит в городе Броктон (штат Массачусетс) и начинается с того, что главный герой и девушка по имени Дел, в которую он влюблён, отправляются в далёкий путь, чтобы вернуть украденный автомобиль Pontiac Firebird Trans Am 1979 года, которым когда-то владел покойный отец главного героя. Уэйн и Дел противостоят остальному миру.

## Роли и исполнители

### Главные
- Марк Маккенна — Уэйн Маккалоу, подросток, который хочет вернуть украденный автомобиль своего отца
- Сиэра Браво — Дел, школьница из Броктона, в которую влюбляется Уэйн

### Второстепенные
- Дин Уинтерс — Бобби Лукетти, отец Дел
- Джошуа Уильямс — Орландо Хайкс, одноклассник и лучший друг Уэйна
- Стивен Кирин — сержант Джеллер
- Джеймс Эрл — полицейский Джей
- Джон Шампань — Карл Лукетти, один из близнецов-братьев Дел
- Джейми Шампань — Тэдди Лукетти, второй из близнецов-братьев Дел
- Майк О’Мэлли — Том Коул, директор школы
- Франческо Антонио — Реджи, сводный брат Уэйна
- Керк Уорд — Кальвин, отчим Уэйна
- Микаэла Уоткинс — Морин Макналти, мать Уэйна
- Патрик Галлахер — мистер Эрнандес, арендодатель Уэйна-старшего
- Шон Патрик Долан — Даррен
- Томас Митчелл Барнет — Скотт
- Максвелл Маккейб-Локос — Эрик
- Одесса Эдлон — Триш
- Зоэ де Гранд’Мэзон — Дженни
- Харрисон Таннер — Стик
- Акил Джулиен — Джилл
- Джек Фоли — Оранд

- Рэй Маккиннон — Уэйн МакКаллоу-старший, отец Уэйна
- Тио Хорн — Кира
- Ник Серино — Джейми
- Торри Уэбстер — Эмма
- Эбигейл Спенсер — Донна, мать Дел
- Эрни Грюнвальд — заместитель директора школы
- Билл Лейк — шериф
- Пэйтон Майер — Брэдли
- Педро Мигель Арсе — кассир
- Дерек Телер — Конан-Варвар
- Кевин Хэнчард — сержант Рэндалл

## Эпизоды
| № | Название                             | Режиссёр         | Автор сценария                        | Дата премьеры   |
| --- | ------------------------------------ | ---------------- | ------------------------------------- | --------------- |
| 1 | «Глава 1: Найди деньги»              | Иэйн Макдональд  | Шон Симмонс                           | январь 16, 2019 |
| Уэйн, вспыльчивый подросток, живёт в городе Броктон (шт. Массачусетс) Когда на пороге его дома появляется Дел, продающая печенье, он немедленно в неё влюбляется. Через некоторое время отец Дел и её старшие братья-близнецы нападают на Уэйна и жестоко его избивают. Отец Уэйна умирает от рака, и Уэйн поджигает дом вместе с телом отца, после чего отправляется к Дел. Он зовёт её с собой во Флориду, где находится украденный у его отца Pontiac Trans Am. Члены семьи Дел снова нападают на Уэйна, но ему удаётся постоять за себя. В драке с отцом Дел Уэйн откусывает ему нос. |                                      |                  |                                       |                 |
| 2 | «Глава 2: Никаких священников»       | Стив Пинк        | Шон Симмонс                           | январь 16, 2019 |
| Когда выясняется, что у Уэйна нет адреса места назначения, Дел одолевают сомнения. На всякий случай она покупает автобусный билет до Лос-Анджелеса. Также она ввязывается в драку с любительницей кокаина по имени Трейси, после чего мирится с ней. Уэйн, убеждённый, что Дел его бросила, возвращается к месту их стоянки. После беседы с двумя подростками, которые пытались украсть его вещи, Уэйн пытается найти Дел с их помощью, но его схватывают Кира и Джейми. С помощью Трейси Дел приходит на помощь Уэйну, и они продолжают путь. Тем временем лучший друг Уэйна Орландо, директор их школы, отец и братья Дел, а также двое полицейских из Броктона (сержант Джеллер и полицейский Джей) отправляются по следам Уэйна и Дел. |                                      |                  |                                       |                 |
| 3 | «Глава 3: Чёртов светоч истины»      | Стив Пинк        | Ретт Рис и Пол Уэрник                 | январь 16, 2019 |
| Уэйн и Дел укрываются в мотеле и через некоторое время оказываются в компании студентов-тусовщиков, у которых каникулы. Они убегают от полиции и выясняют, что все их деньги украдены. Тем временем Орландо выясняет, что отец и братья Дел собираются убить Уэйна, и убеждает директора школы помочь ему найти Уэйна. |                                      |                  |                                       |                 |
| 4 | «Глава 4: Нужна чёрная одежда»       | Тесса Хоффе      | Сара Джей Каннингем и Сьюзи В. Фримен | январь 16, 2019 |
| Уэйн и Дел пытаются достать денег. Уэйн нанимается строительным рабочим, а Дел идёт в лавку старьёвщика, чтобы продать часть своих вещей. Уэйн узнаёт, что его работодатель собирается депортировать своих рабочих-мексиканцев на родину, не заплатив им, нападает на него и прибивает его гвоздями к микроавтобусу. Дел встречает потерявшую мужа женщину и понимает, что они с Уэйном должны прийти на похороны. Карл и Тэдди отмечают день рождения, пока их отец лежит пьяный. Они понимают, что он обращается с ними по-скотски и собираются избить его, но получают голосовое сообщение с поздравлениями от Дел и решают отложить решение вопроса с отцом на потом, а сейчас сосредоточиться на поисках Дел. |                                      |                  |                                       |                 |
| 5 | «Глава 5: Дел»                       | Тесса Хоффе      | Лорен Хоузмен                         | январь 16, 2019 |
| Рассказывается о том, как жизнь Дел проходила до того, как она познакомилась с Уэйном. Мать Дел — мошенница, и это мешает девочке полноценно вписаться в школьную среду. Отец и мать помогают ей, несмотря на семейные проблемы и разногласия. После того, как мать Дел умирает от передозировки героином, отец начинает беспробудно пьянствовать, братья ожесточаются ещё сильнее, а сама Дел становится циничной. |                                      |                  |                                       |                 |
| 6 | «Глава 6: Ну и кто мы вообще такие?» | Стефани Лэйинг   | СОфи Пустил и Пол Яффе                | январь 16, 2019 |
| В штате Джорджия Дел принимают за прогульщицу, и она сдружилась с местными школьницами, которые приглашают её и Уэйна на танцы. Пока они наряжаются, Уэйн находит купленный ранее автобусный билет Дел и уходит. Решив, что не стоит бросать Дел, он приходит на танцы, где они мирятся. Они уединяются, но возникает отец Дел и нападает на Уэйна. Однако местные жители отбивают Уэйна, и он вместе с Дел спасается. Тем временем Орландо помогает директору школы с выступлением на конференции. |                                      |                  |                                       |                 |
| 7 | «Глава 7: Это продлится вечно»       | Стефани Лэйинг   | Шон Симмонс                           | январь 16, 2019 |
| После драки на танцах Уэйн отказывается идти в больницу и подруги Дел убеждают его принять какие-то таблетки. Из новостей Уэйн узнаёт, что отец Дел умирает в больнице, и сообщает ей об этом. Она просит его сопроводить её в больницу к отцу. На самом деле это ловушка, устроенная полицией, но Дел всё равно хочет увидеть отца. Уэйн ненавидит больницы из-за того, что случилось с отцом, но соглашается. Они целуются в морге, после чего Дел приходит к отцу. Она приносит ему алкоголь и сообщает, что уходит. В больнице Уэйн и Дел сталкиваются с сержантом Джеллером. Им удаётся от него сбежать, и он ещё сильнее убеждается в том, что должен их поймать. |                                      |                  |                                       |                 |
| 8 | «Глава 8: Должно быть, адски жгло»   | Майкл Патрик Янн | Спенсер Слоун                         | январь 16, 2019 |
| В конце концов Уэйн и Дел добираются до города Окала (штат Флорида) и обнаруживают машину отца Уэйна на автозаправке. Уэйн едет вслед и неожиданно встречается со своей матерью. Также Уэйн знакомится со сводным братом Реджи и отчимом Кальвином. В то время как Уэйн пытается сблизиться с матерью, Дел предупреждает его, что она бросит его, как это уже было раньше. Уэйн упрекает Дел купленным ранее автобусным билетом, и Дел понимает, что наступил тот самый случай, к которому она купила билет. Тем временем Орландо и директор школы Коул заезжают в стриптиз-клуб, потому что это оказывается единственным местом, где можно поесть. |                                      |                  |                                       |                 |
| 9 | «Глава 9: Я думал, мы друзья»        | Майкл Патрик Янн | Грег Кулидж и Керк Уорд               | январь 16, 2019 |
| Дел бросает Уэйна и остаётся сама по себе. В то время как Уэйн пытается сблизиться с матерью, она говорит гадости про его отца и про Дел. Разъярённый Уэйн разносит дом и собирается забрать автомобиль отца и найти Дел. Кальвин и Реджи перехватывают его и связывают. Тем временем Орландо и директор школы чуть не сбивают на дороге собаку и пытаются понять, как найти Уэйна и Дел. Они встречают Дел на автовокзале, Дел и Орландо становятся друзьями, и Орландо рассказывает, как он подружился с Уэйном. Уэйн попросил Орландо помочь разобраться с группой ребят, которые вымогали у одной девочки деньги под угрозой опубликования некоей видеозаписи. Когда Дел спросила, что было на той видеозаписи, Орландо ответил, что там была женщина, употребляющая героин. Таким образом, выясняется, что Дел была той девочкой, которой хотел помочь Уэйн. Она решает спасти Уэйна с помощью Орландо и директора школы. Сержант Джеллер и Джей находят Уэйна. Оказывается, что Джеллер сидел в тюрьме в Таиланде из-за своей гомосексуальности, и ему пришлось научиться единоборствам. В схватке один-на-один он побеждает Кальвина, освобождает Уэйна и арестовывает его. |                                      |                  |                                       |                 |
| 10 | «Глава 10: Пристегнись, б***ь!»      | Стив Пинк        | Шон Симмонс, Грег Кулидж и Керк Уорд  | январь 16, 2019 |
| В полицейском участке города Окала сержант Джеллер объясняет Уэйну, что тот поступал неверно и что Дел на самом деле ему нужна. Дел приходит к матери Уэйна и узнаёт, что тот в участке. Сержант Джеллер уезжает по вызову на место преступления. Реджи приходит в участок, чтобы забрать ключи от автомобиля, который был изъят как вещдок, и нападает на единственного оставшегося полицейского. Увидев Уэйна, он нападает на него. Они дерутся, в результате на Уэйна падает несгораемый шкаф. Реджи собирается убить Уэйна, но появляется Дел, и вдвоём с Уэйном они нокаутируют Реджи. Они садятся в автомобиль, чтобы отвезти Уэйна в больницу. В это время дома у матери Уэйна директор школы и Орландо принимают роды у собаки, которую они чуть не сбили на дороге. Сержант Джеллер возвращается в участок и арестовывает Реджи. Дел ведёт автомобиль и пытается признаться в любви Уэйну, но он успевает признаться ей в любви раньше. Внезапно в них врезается автомобиль отца Дел, девочка теряет сознание. Отец и братья Дел забирают её с собой. Оставленному умирать Уэйну отец Дел уродует нос. Уэйн лежит на дороге и пытается дотянуться до подвески с именем Дел. Через некоторое время его находит автомобиль скорой помощи. Уэйна сажают в тюрьму, куда ему удаётся тайно пронести подвеску с именем Дел. |                                      |                  |                                       |                 |

## Критика
На сайте Rotten Tomatoes сериал имеет 100% «свежести» на основе 13 рецензий кинокритиков. 

### Просмотры
За первые пять дней первая серия набрала десять миллионов просмотров.

## Награды и номинации
| Премия/Фестиваль                               | Дата проведения | Категория                                                      | Номинант (ы)     | Результат | Примечания |
| ---------------------------------------------- | --------------- | -------------------------------------------------------------- | ---------------- | --------- | ---------- |
| Премия «Золотой трейлер»                       | 30 мая 2019     | Лучший комедийный постер для телевизионного/потокового сериала | N/A              | Номинация | [ 4 ]      |
| Премия «Канадского общества кинематографистов» | 1 июня 2020     | Лучший оператор комедийного сериала                            | Д. Грегор Хэйджи | Победа    | [ 5 ]      |